# ヴァルツァーの紋章
『ヴァルツァーの紋章』（ヴァルツァーのもんしょう）は、メディアワークス刊『電撃PCエンジン』で連載されていた読者参加型ゲーム。
当初は『マル勝PCエンジン』（角川書店）において「魔獣創世紀ヴァーズ」のタイトルで連載されていたが、「お家騒動」により連載が打ち切られたため改題・設定変更のうえ、『電撃PCエンジン』で連載を再開した。
プレイヤーは半人半獣の「魔獣」12体から1体を選択し、立ちはだかる「妖獣」や「天使」を撃破してより強力なパワーを得ることが目的であった。

## 魔獣創世紀ヴァーズ
『マル勝PCエンジン』1992年6月号 - 12月号に、奇数号の「女神スタジアム」とローテーション掲載。199X年に地上の文明を破壊すべく降臨した天使の軍団と、彼らに立ち向かう地の底から現れた魔獣の戦いを描く。東京→南極大陸→バイカル湖→フィリピン、と地球全土を転戦したが、前述の通り企画が打ち切りに遭ったため、物語の半ばで予告もなく終了した。
システム
プレイヤーは魔獣となり、少年の姿をした長老レーイ・アンセルムスの指示で天使に戦いを挑む。敵を捕食しパワーを取り込むことで魔獣はさらに強くなることができ、戦績1位の魔獣は魔神の力を宿して猛威を振るう演出がなされた。
具体的なルールや賞金等は後述の『ヴァルツァーの紋章』にほぼ同じ形で継承されているため、そちらの節を参照。ただし魔獣の種族や強化アイテムの名称は両企画で異なる。
ノベル
自らが魔獣の血を引くことを知らされた少年カズマ（向井一馬）と、彼の幼なじみの少女アヤカ（樋口綾香）をめぐる小説がゲームとともに掲載された。カズマが魔獣の血に覚醒したところで企画が終了したため、ふたりがたどった運命は不明のままだが、電撃文庫『ヴァルツァーの紋章』下巻の口絵に彼らの姿が確認できる。
魔獣
- ヴァリューゼ : メタルブラックの狼男。
- ゲルトリウス : 背中に角を生やした牛男。
- セルディオーネ : 6本の腕を備えた蛇女。
- デルキエブ : 透明な体をした水棲生物。
- ソーディ : コウモリの翼を生やした全裸の女性。
- オーツェルン : 全身に棘を生やした双頭のカメレオン。
- キュルフェイ : 藍色のスライム。
- モルタネ : 電気を発する巨人。
- シルキゴウス : 炎の鳥人。
- ダッガ : 甲殻類。
- コーファン : 水晶。
- レイネル : 三頭の爬虫類人。

## 魔獣戦線 ヴァルツァーの紋章
『電撃PCエンジン』1993年3月号から1995年1月号まで連載。掲載ペースは隔月で、奇数月は本作、偶数月は「女神天国」がローテーション掲載されたが、連載初期は偶数月にも読者ページ「魔獣と遊ぼう ピン！ポン！パン！」が掲載されていた。
『ヴァーズ』同様にゲームと平行して小説版が掲載されており、当初は別々の場所での出来事を描きつつ次第に双方がリンクしていく形式となっていた。詳細は#ノベライズ節を参照。
第4回（1993年9月号）で突然イラスト担当の小林瑞代が降板してしまい、急遽代役として佐嶋真実が起用された。佐嶋は企画終了および電撃文庫版までイラスト担当を務め上げた。
ゲームの目的は魔界の住人「魔獣」となって、指導者六邪星の指示のもとに敵を倒して喰らい、さらに強大な力を得ることである。1000年の時を経て魔界とつながった地上から侵攻してきた「妖獣」を撃退した魔獣たちは、さらに地上へと逆侵攻をかけ、第6回（1994年1月号）でついに妖獣王ガルゴスを討ち取るが、その後、真の敵である《神》と天使が出現。最終回では圧倒的な数の天使を倒しきることができず、魔獣が全滅するというバッドエンドになった。

### ストーリー
《造物主》は、完全な存在である「神」と戦いを求める「魔神」を造り出した。しかし神々は《造物主》に反逆するようになり、暴れまわる魔神たちをも含めた三つ巴の争いが繰り広げられた。やむなく《造物主》は神々を天界へ、魔神たちを地の底の魔界へ封じ込め、自らは星辰の世界へ還っていった。
やがて地上には人類が誕生し、繁栄を謳歌するようになったが、そこへ神々の尖兵である「天使」が降臨し、《造物主》の遺した世界すべてを滅ぼそうとした。だが、魔神の子らである「魔獣」もまた地上に現れ、かつての敵である神々へと戦いを挑んだ。
人でありながら魔神の血を引く超越者ヴァーズが、自らの命と引き換えに神を封じ込めることに成功し、戦いは終結した。地上は荒れ果て、多くの生物が絶滅寸前になったが、それでも人間は滅びずに細々と命脈をつないだ。
それから1000年。ヴァーズの施した封は緩み、この世界に神が再び現れる時が近づいた。地上は、新たな戦いの時を迎えようとしていた。

### システム
このゲームでは、プレイヤーの作成した魔獣の勝敗に関わらず獲得したパワーは次回に持ち越される。そのため、同一性の証として4桁の暗証番号を設定する必要があり、この番号と参加者名は変更不能だった。心機一転を図って新たな名前で再登録することは禁止されていないが、累積したパワーが多いほうがゲームで勝ちやすいため、基本的に長く続けたほうが有利になる。
プレイヤー登録の次に、12の種族（後述）から自分の魔獣を決める。それから12種のパワーアップアイテムからひとつ選ぶ。アイテムの効果は種族ごとに相性があり、ヒントを読み解いてより有効な物を見極めなくてはならない。なお、アイテムと種族の相性は毎回変化する。魔獣作成が済んだら戦闘エリアを決め、そこで自分が取る行動を接近戦・遠隔攻撃・完全防御・特殊攻撃の4つから4ターン分選択する。その後、妖獣や天使との対戦を行うという流れになる。
また、プレイヤー同士の対戦を行う「闘強の間」に参加することも可能だった。勝者は敗者のパワーの半分を奪って獲得するため、ここで勝てば本編の戦闘も有利になった。なお、闘強の間での勝敗のいかんに関わらず本編の戦闘には参加できる。
戦闘終了後、成績優秀者には賞金が贈られた。パワーが多い順に、1位が10000円、2位は8000円、3位7000円……8位2000円、9 - 10位はともに1000円だった。また、対戦での戦績1位にも10000円が進呈された。逆に、やる気があったにもかかわらずまったく戦果を残せなかった魔獣には粗品が用意されていた。また、希望者には連載を通じての成績表が送付された。

### 魔獣
- ドリューク : 3本指の狼男。翼は出し入れ自由。
- ギャズ : 菱形のうろこに覆われ、2本の角を生やした四足獣。
- フェキュア : 針の尾を備えた女ケンタウロス。
- ギュラン : 炎を吐く竜人。
- ディース : 透明な翅を生やした女性。
- ヒューン : 魔力を使う人類。
- ギャリオン : 黒天馬にまたがった黒騎士。
- シャイグ : クリスタル製ゴーレム。
- ファスター : 炎の虎。
- スメラニィ : 不定形生物。
- チャクラム : 冷気を吐く、8本の触手を持つ軟体生物。
- シャモス : 大サソリ。

### 将軍
ゲームの戦闘エリアは、どの将軍のもとで戦うかで表される。各将軍にも種族が設定されているが、プレイヤーの魔獣との相性の数値などは特に存在しない。ゲームでは第1回は6名、それ以降は7名の中から所属を選ぶが、メンバーの入れ替わりがあったため、のべ8名の将軍がいる。また、小説版には名だたる魔獣《列強》として登場している。
- ワホーベイ : チャクラム。
- ルパッツ : ドリューク。
- リュリノス : ギュラン。第9回で《神》の絶大な力の前に消滅。
- デグロス : シャモス。
- ヤームー : スメラニィ。第1回であえなく戦死を遂げたが、リュリノス将軍の退場に伴い復活。
- ティヌ : ディース。非常に人気が高く、読者コーナー「魔獣酒場」に一時ファンクラブが作られるほどだった。なお、魔獣酒場の看板娘キャリーは双子の妹である。
- ケイグ : ギャズ。第2回より登場。
- ベッツ : ファスター。第2回より登場。

## スタッフ
魔獣戦線 ヴァルツァーの紋章
- 原案：安藤真
- ノベル：新木伸
- イラスト：小林瑞代・佐嶋真実
- ゲームストーリー：中村泰宏
- システムプログラム：REAL
- レイアウト：風間芳子

魔獣創世紀ヴァーズ
ヴァルツァーの紋章と異なるスタッフのみ挙げる。
- イラスト：田中久仁彦

## ノベライズ
新木伸・著。タイトルに「魔獣戦線」は付かない。本誌掲載分に加筆修正を施したもので、連載では魔獣の全滅で終了した物語にエピローグが補完されており、十数年後に新世代の魔獣が誕生するという希望をもって締めくくられている。
上巻 1994年2月25日初版発行 ISBN 4073008609
下巻 1995年4月25日初版発行 ISBN 407302907X

### 登場人物
ラグ
主人公。人でありながら魔獣の力を秘めた青年。とある島で平穏に暮らしていたが、シグレアの来訪とそれに続く妖獣の襲撃で故郷を失い、彼女を連れて旅に出る。魔界から出てきた人間たちと合流後、天使の軍団に対抗すべく《列強》とその配下を取りまとめようとするが、魔獣は戦略というものを理解せず自らの敗死もいとわないため苦慮する。やがて超越者ヴァーズの次代として《ヴァルツァーの紋章》を受け継いだラグは、完全復活した《神》に最後まで対峙し続け、命と引き換えに一時撤退させた。
シグレア
記憶喪失の状態でラグの島に流れ着いた女性。彼に守られながら旅をするが、妹アレサとの再会で記憶が戻る。彼女は、1000年前の災厄の際に魔界に逃れ、今また地上に出てきた人間たちの指導者の家系だった。文庫版でのエピローグでは十数年後も健在であり、新世代魔獣の誕生を見届けると、やがて来るべき《神》との再戦の方策を練っていた。
アレトゥーサ（アレサ）
指導者3姉妹の三女。まだ幼さが残る風貌ながら、長姉シグレアの不在時は代行を務めていた。戦況が厳しくなる中、1000年前の魔界の長老レーイ・アンセルムスを復活させるために自らの肉体をよりしろとして差し出し、アレサの人格は消滅してしまう。しかし文庫版エピローグで、長老レーイの仕草にどこかアレサの面影が残っていることにシグレアは気づいた。
カーナ
指導者3姉妹の次女。人間でありながら考え方は魔獣そのもので、出奔して相棒の《青牙》とともに戦いに明け暮れていた。《神》の復活という非常事態が訪れなければ帰郷することもなかっただろうと述べている。最期は《列強》とともに《神》に挑み、消滅した。
誌上ゲーム終盤では、六邪星に代わって戦いの案内役になっていた。